# Lista över Jerseys bailiffer
Jerseys bailiff (på engelska: Bailiff of Jersey) är de facto statschef på Jersey och representerar Storbritanniens monark där. 
Bailiffs post nämns för första gången år 1204 men den första bekräftade bailiffen var Philippe L’Evesque, som började på posten år 1277. I början var bailiff både en administratör och domare. Bailiffens uppgift är att övervaka Jerseys politiska liv och fungera som Jerseys toppdomare och så kallad första medborgare. Sedan oktober 2019 har Timothy Le Cocq fungerat som bailiff.
Den regerande monarken nominerar bailiffen efter Jerseys regerings rekommendation. Bailiffens mandatperiod är efter monarkens gottfinnande som typiskt är fram till pensioneringen vid 70 års ålder.

## Lista över bailiffer sedan 1900-talet
| Titel | Namn                      | Ämbetsperiod |
| ----- | ------------------------- | ------------ |
|       | William Venables Vernon   | 1899–1931    |
|       | Charles Malet de Carteret | 1931–1935    |
| Sir   | Alexander Coutanche       | 1935–1962    |
|       | Cecil Stanley Harrison    | 1961–1962    |
| Sir   | Robert Le Masurier        | 1962–1975    |
| Sir   | Frank Ereaut              | 1975–1985    |
| Sir   | Peter Crill               | 1986–1994    |
| Sir   | Philip Bailhache          | 1994–2009    |
| Sir   | Michael Birt              | 2009–2015    |
| Sir   | William Bailhache         | 2015–2019    |
|       | Timothy Le Cocq           | 2019–        |

Källa: